# Bouteloua megapotamica
Bouteloua megapotamica är en gräsart som först beskrevs av Spreng, och fick sitt nu gällande namn av Carl Ernst Otto Kuntze. Bouteloua megapotamica ingår i släktet Bouteloua och familjen gräs. Inga underarter finns listade i Catalogue of Life.